# Bindenhalskauz
Der Bindenhalskauz (Strix nigrolineata, Syn.: Ciccaba nigrolineata) ist eine Art aus der Familie der Eigentlichen Eulen. Er kommt im Süden von Nordamerika sowie in Zentral- und Südamerika vor. 

## Merkmale
Mit einer Körpergröße von etwa 35 bis 40 Zentimetern ist der Bindenhalskauz innerhalb seiner Gattung eine mittelgroße Art. Federohren fehlen. Er ist ein auffallend dunkel gefiederter Kauz mit einem braunschwarzen Grundton auf der Körperoberseite. Auffallend ist das Nackenband aus weißen und grauen Querstreifen. Der Kopf ist rund und braunschwarz ohne weitere Abzeichen. Der Gesichtsschleier ist schwärzlich mit einem auffallend weißen Rand. Die Körperunterseite ist weißlich mit dichten, dunklen Querstreifen. Die Augen sind braun. Der Schnabel und die unbefiederten Zehen sind gelblich hornfarben. 
Verwechslungsmöglichkeiten bestehen vor allem mit dem Zebrakauz. Diese Art weist jedoch feine weiße Linien auf dem Kopfgefieder auf und hat keine helle Körperunterseite. 

## Verbreitungsgebiet und Lebensraum
Das Verbreitungsgebiet des Bindenhalskauzes reicht von Zentralmexiko über Zentralamerika bis in den Nordwesten von Kolumbien, Venezuela und den Westen von Ecuador. Er erreicht außerdem den äußersten Nordwesten Perus. Der Bindenhalskauz ist ein Standvogel, dessen Lebensraum der Regenwald ist. Er kommt dort bevorzugt auf Lichtungen und an Waldrändern sowie in offeneren Sumpfwäldern vor. Er besiedelt außerdem Galeriewälder und Mangrovendickichte. Seine Höhenverbreitung reicht von der Tiefebene bis in Höhenlagen von 2.400 Metern.

## Lebensweise
Der Bindenhalskauz ist dämmerungs- und nachtaktiv. Er übertagt im dichten Blattwerk von Bäumen, häufig auch zwischen Lianen oder in unmittelbarer Nähe des Stammes. Paare übertagen häufiger gemeinsam. Das Nahrungsspektrum umfasst vor allem Insekten sowie kleinere Säugetiere. Er fängt auch Fledermäuse und Kleinvögel wie Drosseln und Tangaren. Die Fortpflanzungszeit fällt in die Trockenzeit. Entsprechend brütet er in Zentralamerika im Zeitraum März bis Mai. Das Gelege umfasst normalerweise zwei Eier. Es brütet allein das Weibchen, das vom Männchen mit Futter versorgt wird. 

## Belege

### Einzelbelege
1. ↑   König et al., S. 374
2. ↑   König et al., S. 374